# Majestic Centre
El Majestic Centre, diseñado por Jack Manning de Manning Mitchell en asociación con Kendon McGrail de Jasmax Arquitectos y terminado en 1991, es el edificio más alto de Wellington, Nueva Zelanda. El edificio, situado en la calle 100 Willis tiene 116 metros de altura y 29 plantas, lo que lo convierte en el noveno rascacielos más alto de Nueva Zelanda, junto con el Centro del Banco ASB en Auckland. Fue, en el momento de su finalización, uno de los tres edificios más altos en el país, los otros dos contendientes (Centro ANZ y la torre ASB en Auckland) se construyeron en el mismo año. Se utiliza principalmente como espacio de oficinas.